# Fredrik
Fredrik — шведская инди-группа из Мальмё, Швеция. Её участниками были Фредрик Халтин, Ола Линдефельт и Анна Моберг.

## История
Фредрик начал свою деятельность в проекте The LK, электронный музыкальный дуэт, состоявший из Халтина и Линдефельта.
Fredrik выпустили три альбома, начиная с дебютного в 2008 году, Na Na Ni, который получил одобрение критиков Magnet Magazine and Stereogum. После выхода в свет Na Na Ni, Stereogum представил их как «Группа для наблюдения» и впервые привезли их в Соединённые Штаты. Их второй альбом, Trilogi, был выпущен в марте 2010 года и сопровождался турне по Европе и восточной части Соединённых Штатов, включая живое выступление на NPR ''Tiny Desk Concerts''. Третий и последний их альбом, Flora, вышел 29 марта 2011 года. В их музыке звучат folk, electronica, и симфонические инструменты. Все их песни были записаны в их частной студии в саду.
Группа сняла несколько музыкальных видеоклипов для каждого релиза, во многих из которых представлены stop-motion animation.
Их музыка звучала в нескольких крупных сетевых телевизионных программах. Песня «Chrome Cavities» из альбома Flora была представлена в программе ''Kopparbergs Brewery''. Их музыка звучала в нескольких подкастах ''StoryCorps'' и анимированных видеороликах.

## Дискография

### Альбомы
- Na Na Ni (2008)
- Trilogi (2010)
- Flora (2011)

### EPs
- Ner EP (2008)
- Holm EP (2008)
- Ava EP (2009)
- Origami (2010)
- Ornament EP (2012)

## Участники группы
- Фредрик Халтин — голос, слова, гитара, альтовый рожок, фортепиано
- Ола Линдефельт — томы, молоточки, виолончель, семплы, голос, повторное включение электроники
- Анна Моберг — гитара, голос, аналоговая звуковая техника